# Victor Gilbert
Pour les articles homonymes, voir Gilbert.
Victor Gabriel Gilbert, né le 13 février 1847 à Paris et mort le 21 juillet 1935 dans la même ville, est un artiste peintre français. 

## Biographie
D'origine modeste, il souffre d’une santé fragile durant son enfance, ce qui l’empêche de suivre la carrière de son père, charpentier pour Pleyel et Wolf. Il est placé en 1860 comme apprenti chez chez Eugène Adam, peintre et décorateur. Il suit, le soir, des cours d’art sous la direction du père Levasseur, à l'École des Beaux-Arts de la ville de Paris.
Il débute au Salon des artistes français avec des natures mortes et en 1873, avec deux toiles, Avant le bal et Les apprêts du diner. En 1874 il présente deux autres toiles, dont l’une intitulée "Le pot au feu" qui est achetée par un collectionneur. 
Au milieu des années 1870, il reçoit le soutien financier du Père Martin, dont la boutique de la rue Laffitte était un centre artistique depuis les années 1850. Martin, qui est notamment le marchand de Boudin et Jongkind, apporte au jeune homme une grande aide. Au Salon de 1875, son "Portrait de Madame M." lui assure suffisamment de succès, si bien qu’il abandonne la peinture décorative.
Vers la fin des années 1870, son goût pour le naturalisme s'affirme et il se tourne vers la peinture de genre avec des scènes de rues, de cafés, de marchés, en particulier celui des Halles. Il obtient une médaille de seconde classe au Salon de 1880 et une médaille d’argent à l’exposition universelle de 1889. Il devient sociétaire de la Société des artistes français en 1914.
Au Salon de 1880,il reçoit une première récompense avec une médaille de seconde classe, et son tableau "Un coin du marché au poisson, le matin" est acquis par l’Etat. L’exposition de deux autres toiles des Halles au Salon de 1881 fait de lui l’artiste officiel de cette peinture de genre à Paris et assure sa réputation. 
Son travail devient populaire dans les années 1880, du fait que la maison Goupil & Cie, gros producteur d'estampes, traduit ses toiles en « chromos » photogravés, et les diffuse partout.
Il obtient une médaille d’argent à l’Exposition Universelle de Paris de 1889 et il est nommé chevalier de la Légion d'honneur en 1897.
Il est inhumé au cimetière de Montmartre à Paris (19e division.

## Œuvre

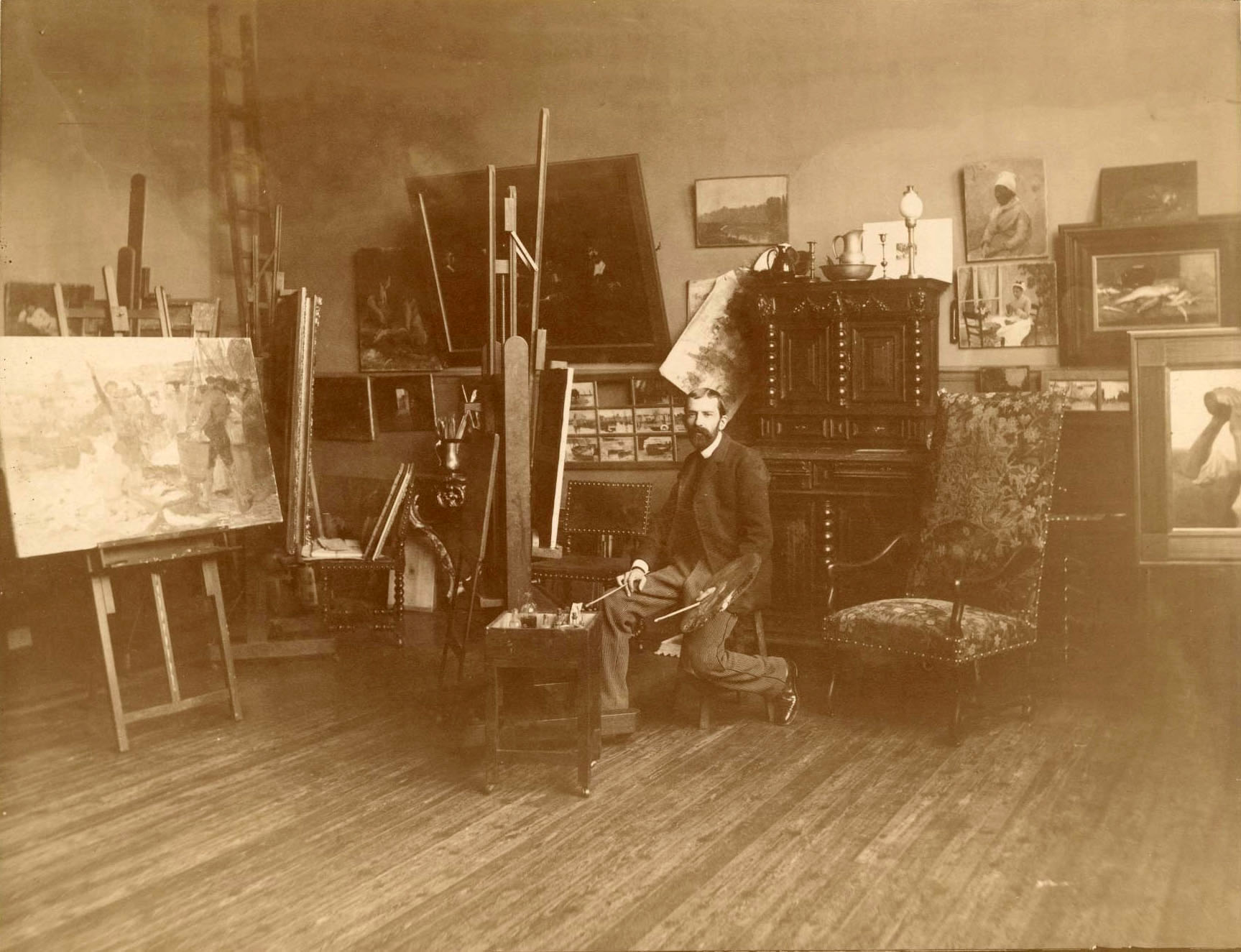
Victor Gilbert dans son atelier (vers 1885-1890), photographie anonyme, Frick Collection, New York.

Durant la Belle Époque, les trottoirs de Paris étaient peuplés de marchands de toutes sortes. Témoin de son temps, Victor Gilbert s'intéresse à la stature et fierté des travailleurs des Halles, aux marchés de Paris, mais aussi de province. Ses bols de soupe fumante et autre bœuf dépecé, sa vision, sensible, témoigne aussi de la dureté de la vie quotidienne.
Dans ces œuvres de jeunesse, les couleurs de Gilbert sont souvent sombres, tout comme chez Bonvin, et ont l’atmosphère des peintures dites “réalistes”. Ces scènes plaisent beaucoup car elles allient la nature morte et les figures, les classes pauvres et la bourgeoisie. Sous l’influence des impressionnistes, il adoucit peu à peu sa palette et explore les effets de lumière.
Victor Gilbert aime tout autant peindre la fraîcheur et gaîté de l’enfance à Paris ou en province. Ses couleurs sont  paisibles, reposante aux harmonies heureuses. Durant cette période, enfin le statut de l’enfant évolue. Le mariage arrangé fait place petit à petit au mariage par amour, qui va sacraliser le nouveau-né. Victor Gilbert peint remarquablement cette période de l’enfant-roi… qui croise celui qui mendie.
Bien qu’il continue à exposer ces scènes de rues au début du XXème siècle, on considère que ces plus beaux sujets se situent entre 1875 et 1890. 
Ses peintures n’étaient pas seulement très recherchées en France, il exposa également en 1883 à Munich, en 1894 à Vienne et il connut un grand succès à Londres en 1908.
Ses œuvres sont visibles dans les musées de Bayeux, Besançon, Bordeaux, Dieppe, le Havre, Lille, Liège, Nice et Strasbourg.
En France
- La Halle aux poissons, le matin, 1880, huile sur toile, 181 × 140 cm, Palais des beaux-arts de Lille[8]
- Le Carreau des Halles, vers 1880, 54 × 74 cm, Musée Malraux, Le Havre[9]
- La Demoiselle, Huile sur bois, 41 × 32 cm, Bayeux, Musée d'Art et d'Histoire Baron-Gérard[10]
- Marchande de volailles lisant, huile sur toile, 46 × 56 cm, Musée d'Art moderne et contemporain de Strasbourg[11]
- Tentation, 1892, photogravure sur papier, 18 × 14 cm, Musée Goupil, Bordeaux
- Un coin des Halles, Huile sur toile, 235 × 331 cm, Musée des Beaux-Arts de Bordeaux[12]

Aux États-Unis
- Coquelicots dans un champ, attribué à Victor Gilbert, 1880, Huile sur panneau, 26,8 × 35,2 cm, Anciennement attribué à Mary Stevenson Cassatt, Philadelphia Museum of Art[13]

Collections privées
- Marché aux Fleurs, huile sur toile, 55 × 63 cm[14]
- Les cuisiniers, Huile sur panneau, 44 × 54 cm[15]

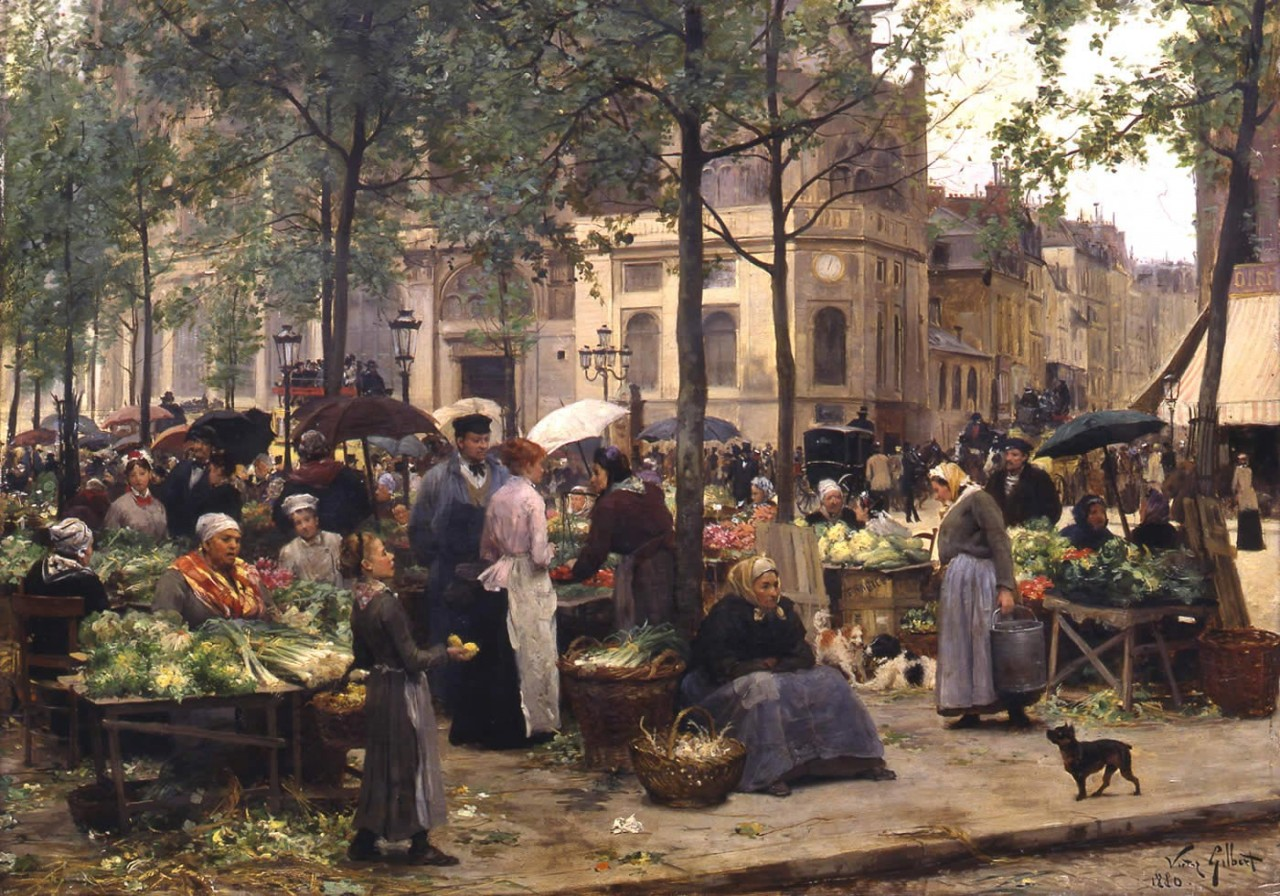
Le Carreau des halles, Vers 1880 Musée Malraux, Le Havre
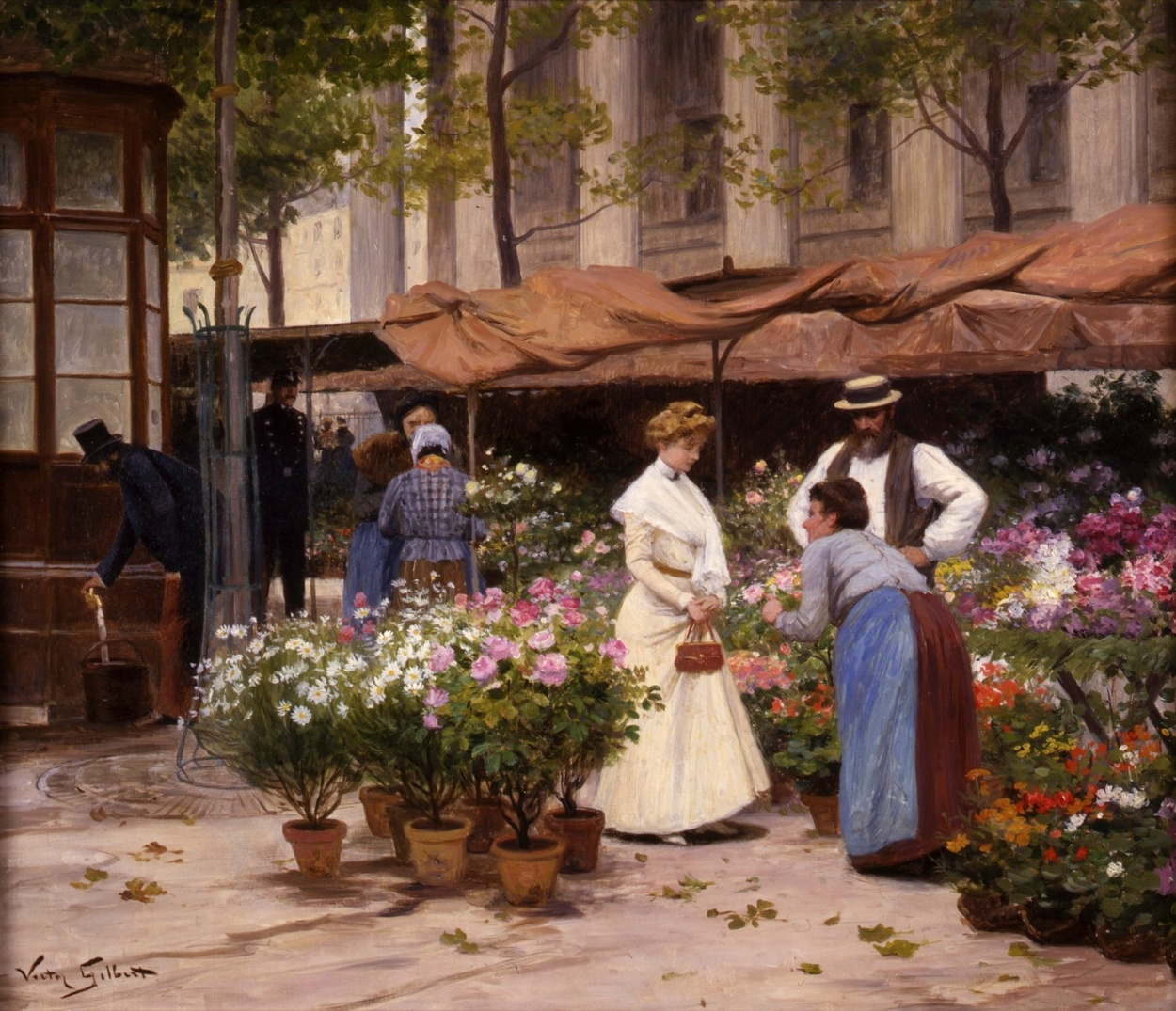
Le Marché aux fleurs Collection privée
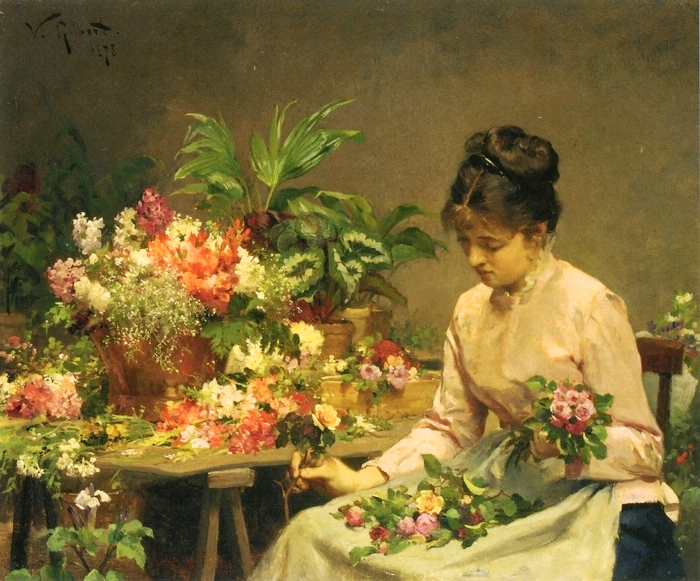
La Vendeuse de fleurs
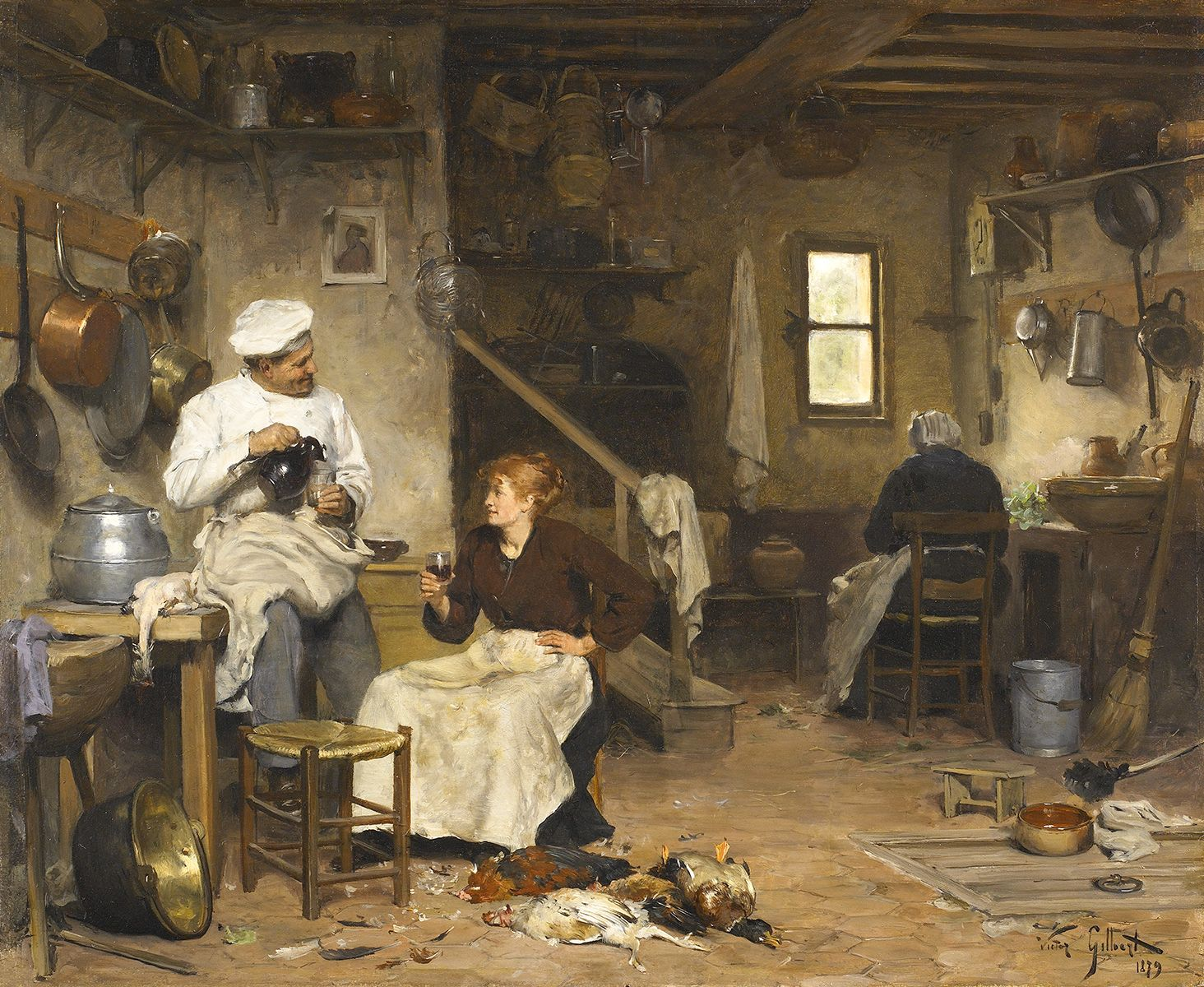
Les Cuisiniers Collection privée
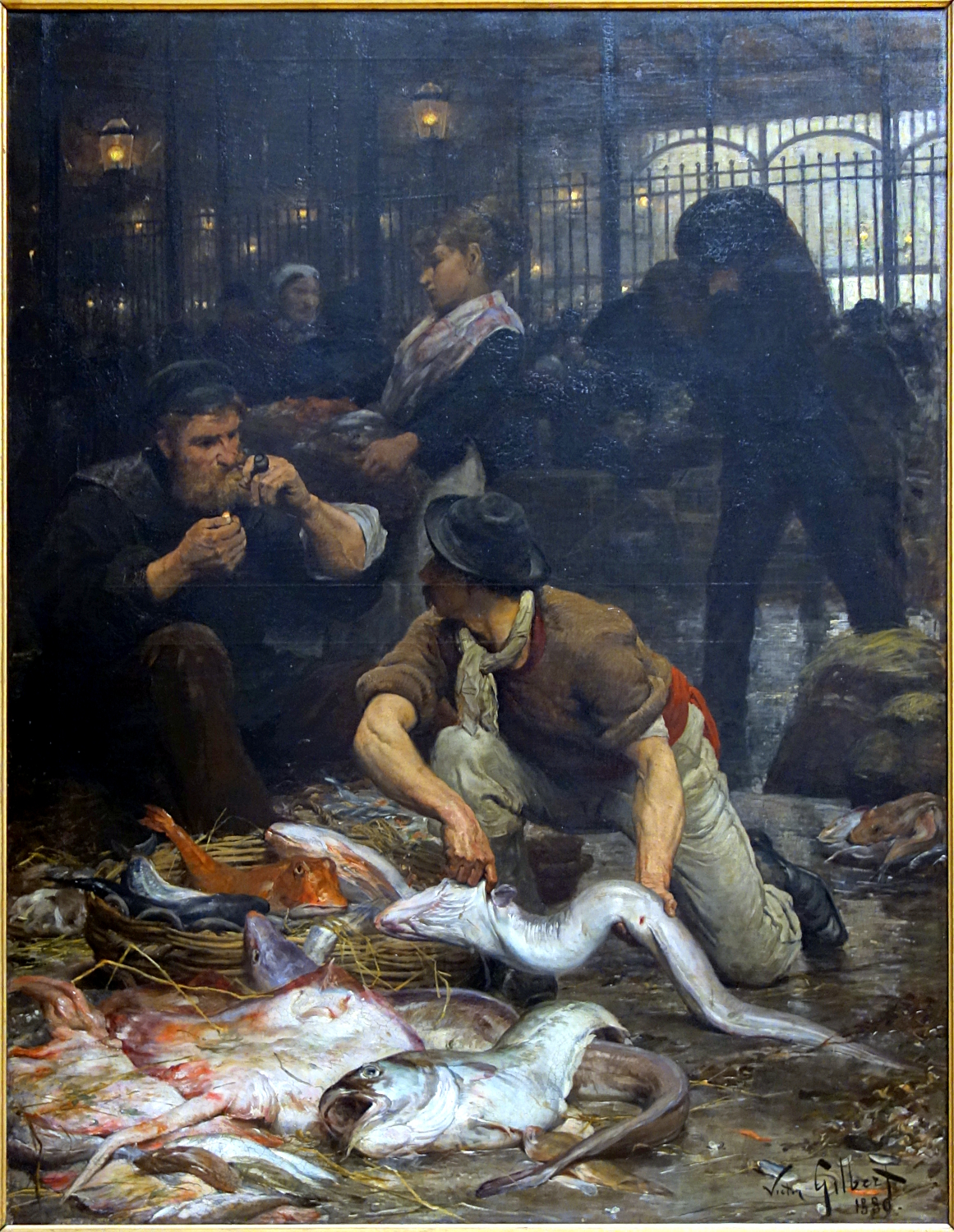
La Halle aux poissons, le matin, 1880 Palais des beaux-arts de Lille
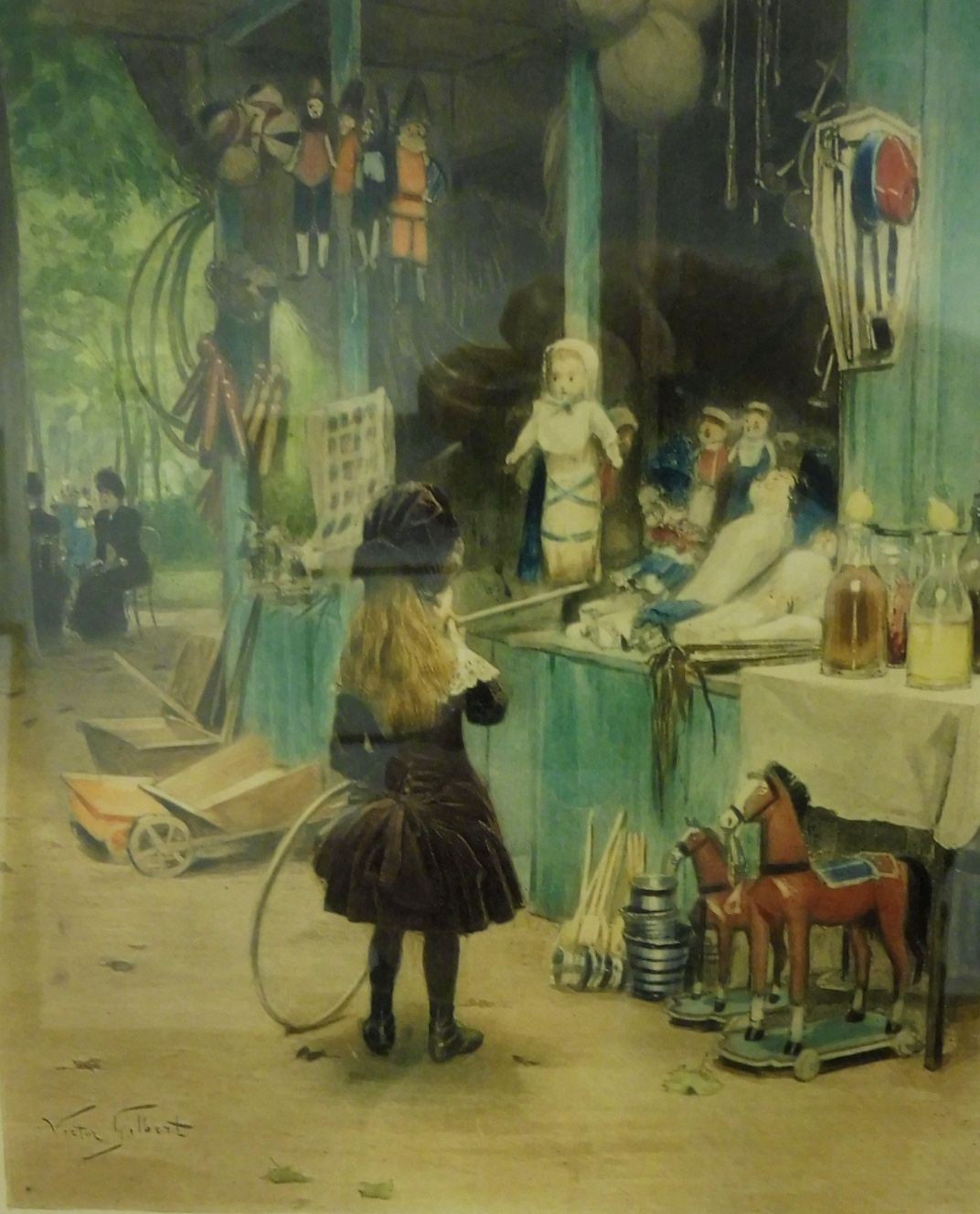
Tentation, Photogravure Musée Goupil, Bordeaux
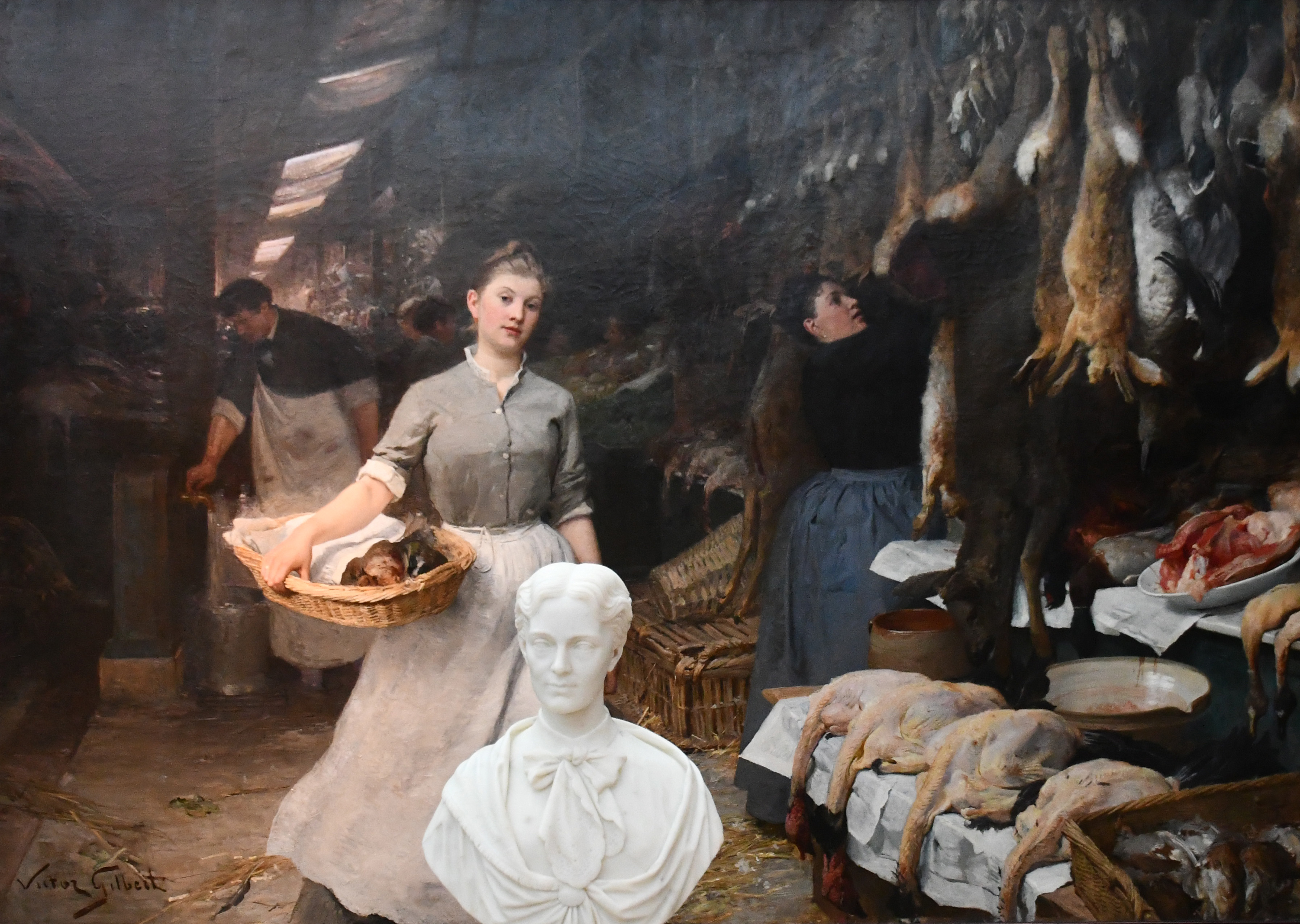
Un coin des halles Musée des Beaux-Arts de Bordeaux
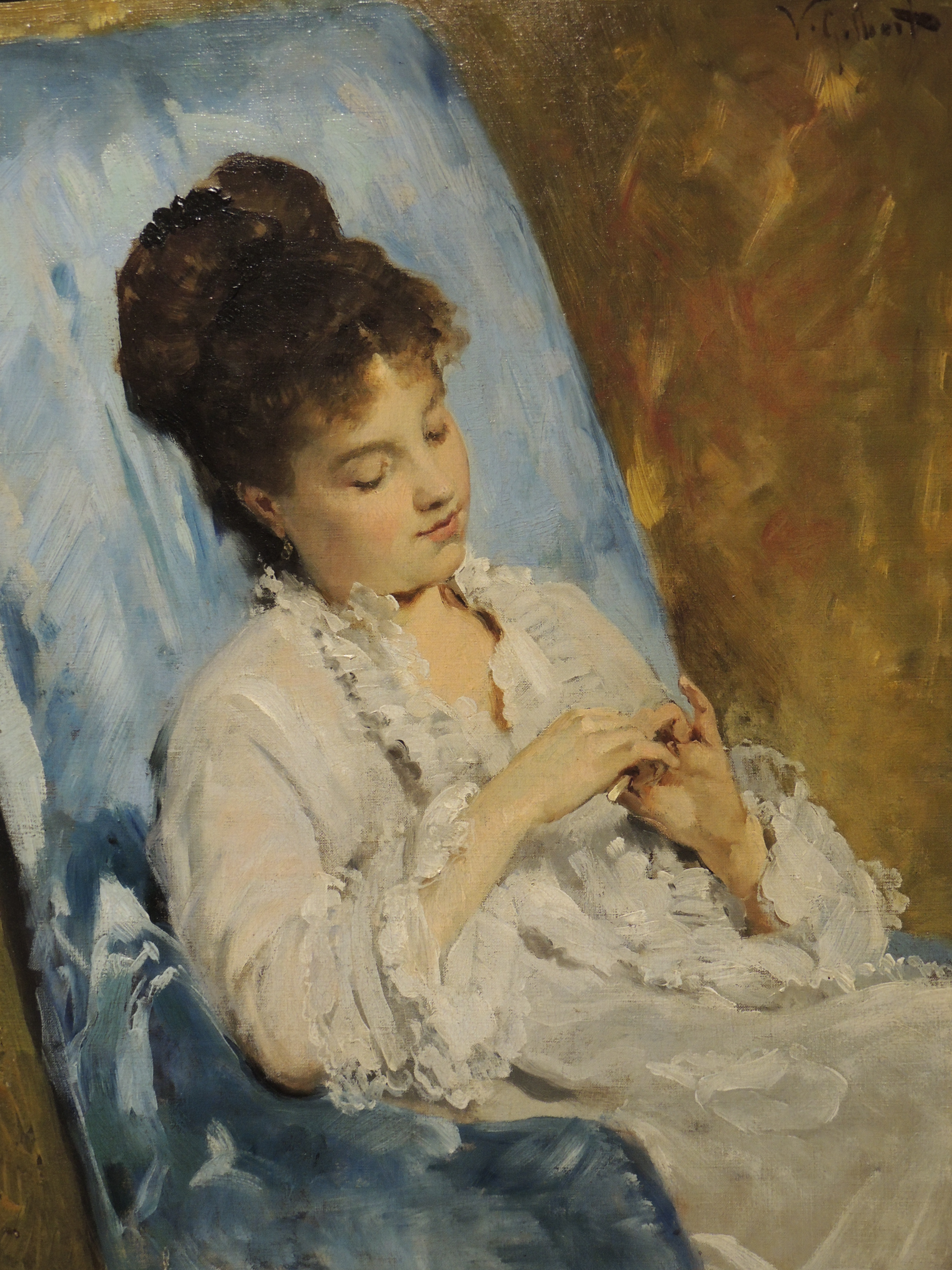
Nonchalance Château de Dieppe

## Distinctions
- Chevalier de la Légion d'honneur (1897).